# Milevsko
Milevsko (prononciation tchèque: [mɪlɛfsko] ; en allemand : Mühlhausen) est une ville du district de Písek, dans la région de Bohême-du-Sud, en République tchèque. Sa population s'élevait à 8 040 habitants en 2024.

## Géographie
Milevsko est située à 22 km au nord-est de Písek, à 24 km à l'ouest de Tábor, à 54 km au nord-nord-ouest de Ceské Budejovice et à 70 km au sud de Prague.
Milevsko se trouve à l'extrémité nord de la Bohême du Sud, sur un territoire densément peuplé, qui rappelle la région de Bohême centrale. Au sud de la ville, se développe encore de vastes complexes forestiers, caractéristiques de cette Bohême du Sud, qui s'étend le long de la Vltava, à travers Týn nad Vltavou, Hluboká nad Vltavou et České Budějovice.

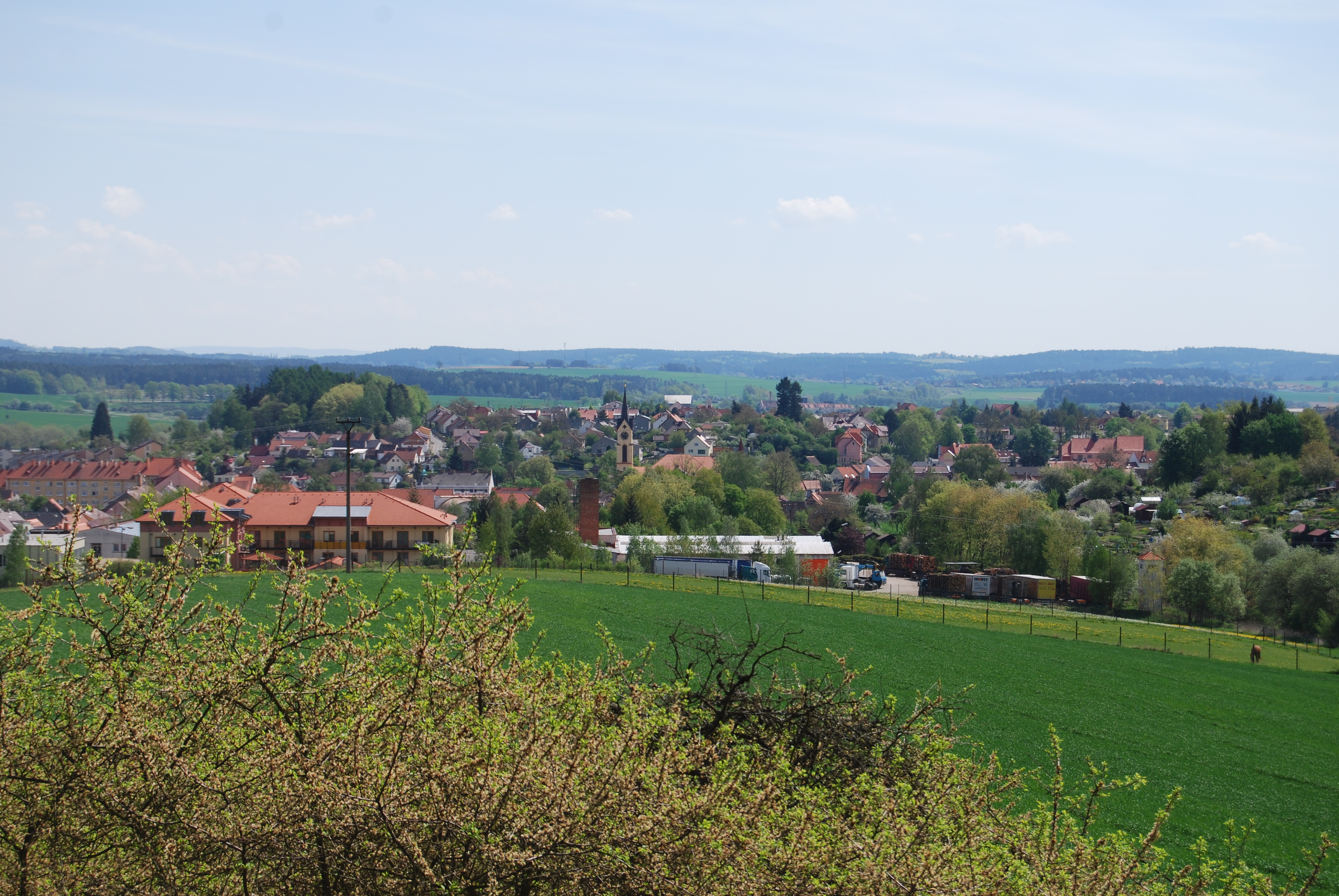
Milevsko : vue générale.

La ville fait partie de la zone géomorphologique des collines de Bohême centrale d'une superficie de 6 328 km2. Ce sont les plus grandes collines du territoire tchèque, situées sur les parties centrales et septentrionales de la Bohême du Sud, le long des deux rives de la Vltava. La zone est située à une altitude de 250 à 729 m et la topographie moyenne est d'environ 50-150 m.
La commune est limitée par Hrazany au nord, par Chyšky, Zhoř, Přeborov et Přeštěnice à l'est, par Sepekov, Okrouhlá et Branice au sud, et par Květov, Osek, Zbelítov et Hrejkovice à l'ouest. Le quartier de Velká forme une exclave séparée par Zbelítov de la partie principale de la commune ; il est limité par Kostelec nad Vltavou et Hrejkovice au nord, par Zbelítov et Osek à l'est, par Květov au sud et par Kučeř et Jickovice à l'ouest.

## Histoire
Des fouilles archéologiques ont montré que les premiers habitants vivaient dans la région au Paléolithique.
Habité de longue date, le lieu vit arriver dès le VIIIe siècle des populations slaves, qui chassèrent peu à peu les habitants autochtones.
La ville a été construite sur la croisée de deux voies commerciales au XIIe siècle.

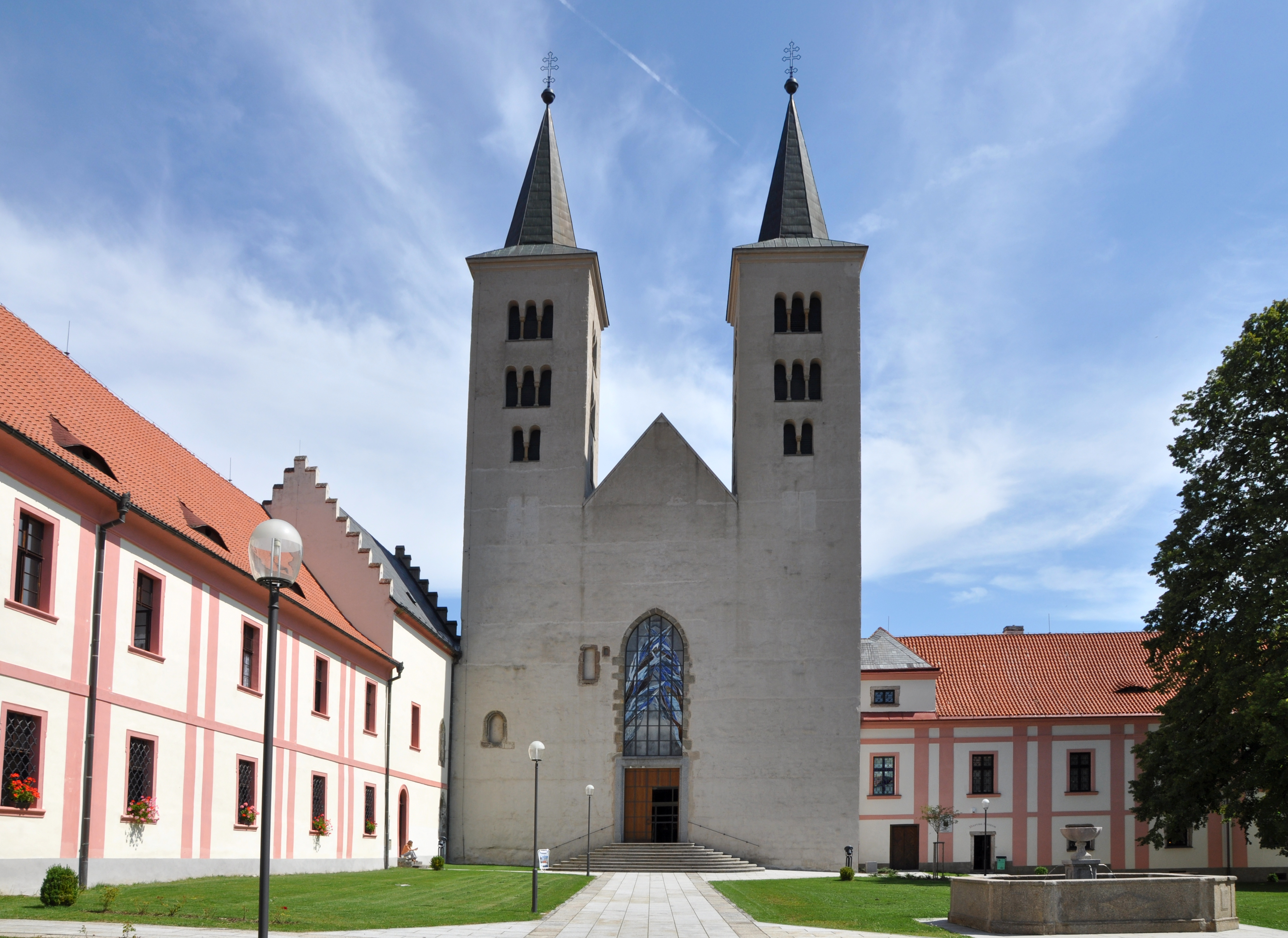
Le monastère et son église.

Le développement lui–même de Milevsko est attaché à la fondation du monastère des prémontrés — le plus ancien en Bohême-du-Sud — et de l'église Saint-Gilles, construits durant les années 1184-1187. Peu après sa fondation, le monastère devint l’un des plus riches de Bohême et jouissait d’un vaste espace économique. Cette expansion dura jusqu'à 1420, année où le monastère fut assailli puis brûlé par les hussites. Milevsko et toute la campagne environnante furent alors et pendant une longue période marqués par la dévastation et la pauvreté. En 1785, par décision de l'empereur Joseph II, le monastère fut fermé et servit aux besoins d’un centre spirituel et d’un espace économique. Aux XVIIe et XVIIIe siècles, la ville fut frappée par la peste noire.
L’église du monastère est aujourd'hui une basilique à trois nefs avec deux tours distinctes. Elle est, ainsi que l’église Saint-Gilles et son cimetière, classée monument historique. Après 1989, des religieux revinrent au monastère et en 2001 la communauté monastique a été officiellement rétablie.
Jusqu'en 1918, Mülhausen bei Tabor (Milevsko) faisait partie de l'empire d'Autriche-Hongrie.

## Population
Recensements (*) ou estimations de la population :
| 1869* | 1880* | 1890* | 1900* | 1910* | 1921* |
| ----- | ----- | ----- | ----- | ----- | ----- |
| 4 360 | 4 248 | 4 290 | 4 102 | 4 241 | 4 284 |

| 1930* | 1950* | 1961* | 1970* | 1980* | 1991* |
| ----- | ----- | ----- | ----- | ----- | ----- |
| 4 324 | 4 000 | 5 989 | 7 553 | 9 238 | 9 782 |

| 2001* | 2011* | 2015  | 2016  | 2017  | 2018  |
| ----- | ----- | ----- | ----- | ----- | ----- |
| 9 486 | 8 661 | 8 649 | 8 540 | 8 474 | 8 380 |

| 2019  | 2020  | 2021* | 2022  | 2023  | 2024  |
| ----- | ----- | ----- | ----- | ----- | ----- |
| 8 277 | 8 280 | 7 889 | 8 033 | 8 089 | 8 040 |

## Musée des Masques
Le musée a ouvert ses portes en 2017, pour valoriser la tradition des carnavals à Milevsko. Il est unique en République tchèque, car il s'agit du seul musée de la République consacré à l'histoire de la tradition locale. Il est particulièrement dédié aux jeux et fêtes folkloriques médiévaux.
Sa particularité est de faire état d'un carnaval urbain, alors que cette tradition est dans la plupart des cas juste rurale.
Fin 2017, le musée des Masques de Milevsko est inscrit sur la liste des biens immatériels de la culture populaire traditionnelle tchèque (Seznam nemateriálních statků tradiční lidové kultury České republiky). Il s'agit de la plus haute distinction nationale possible dans ce domaine.
Aujourd'hui, le défilé de Bacchus a refait également son apparition. Il a lieu le soir, la veille du carnaval.

## Galerie

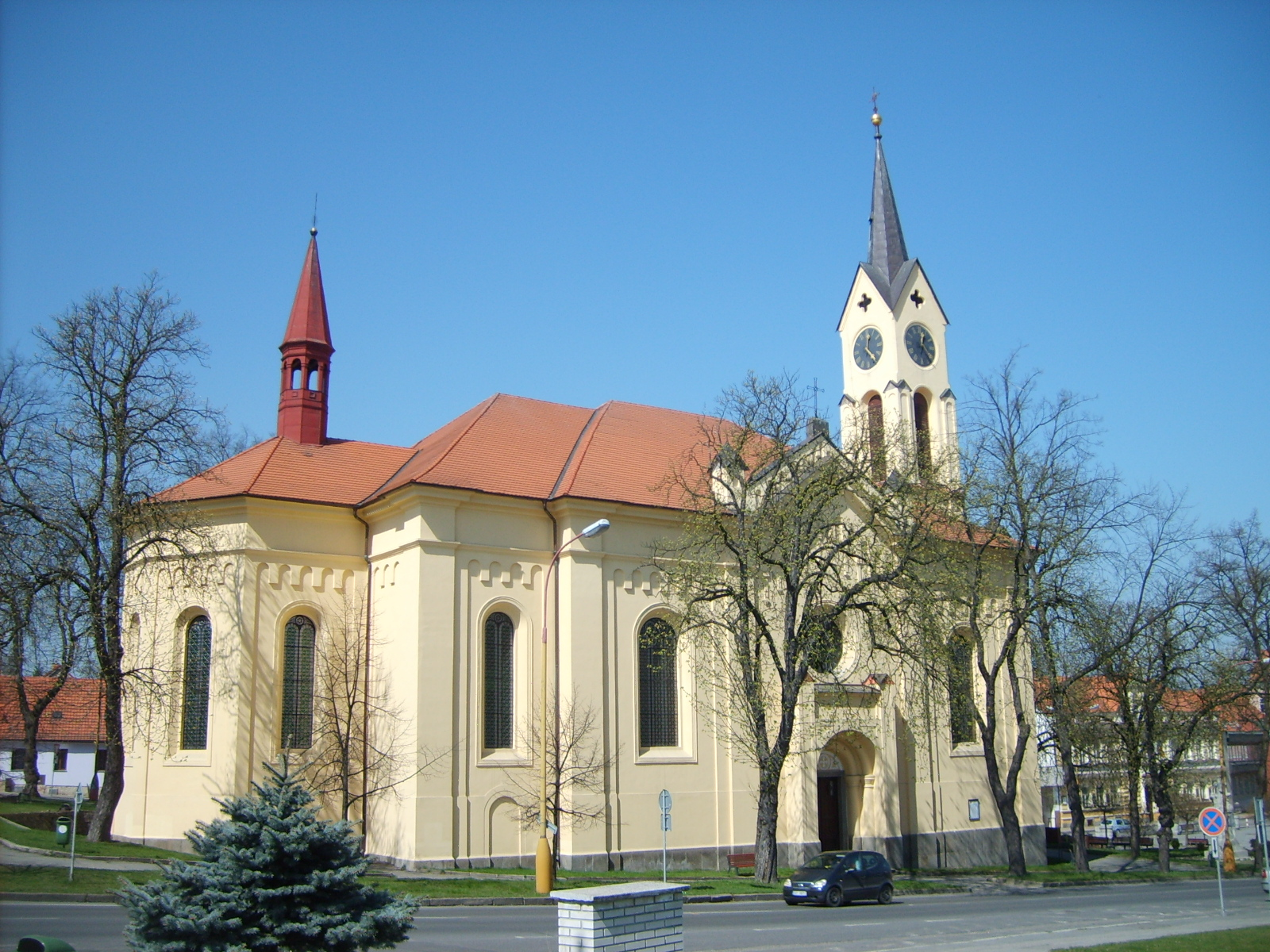
L'église Saint-Barthélemy
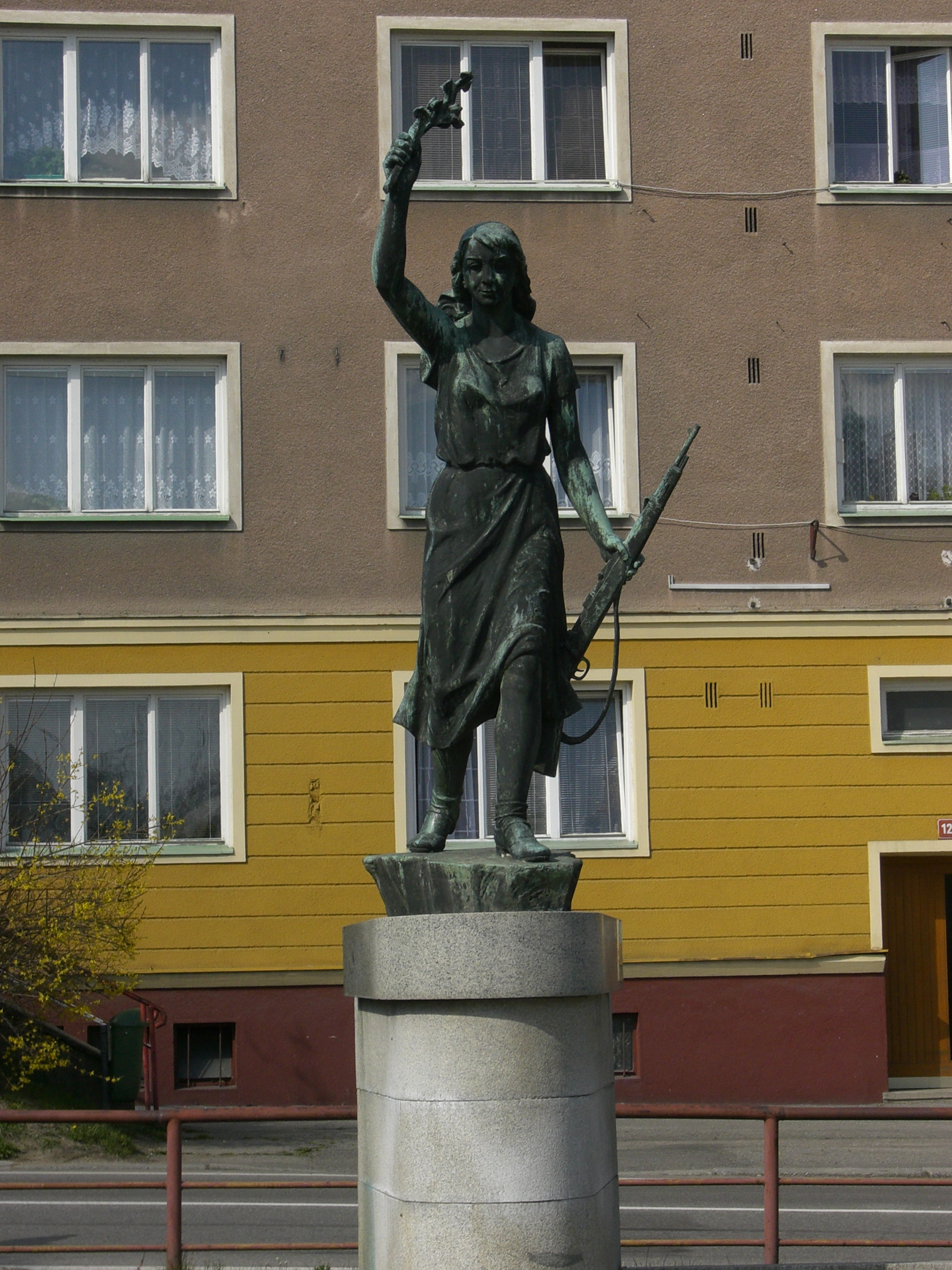
La statue commémorant la fin de la Seconde Guerre mondiale
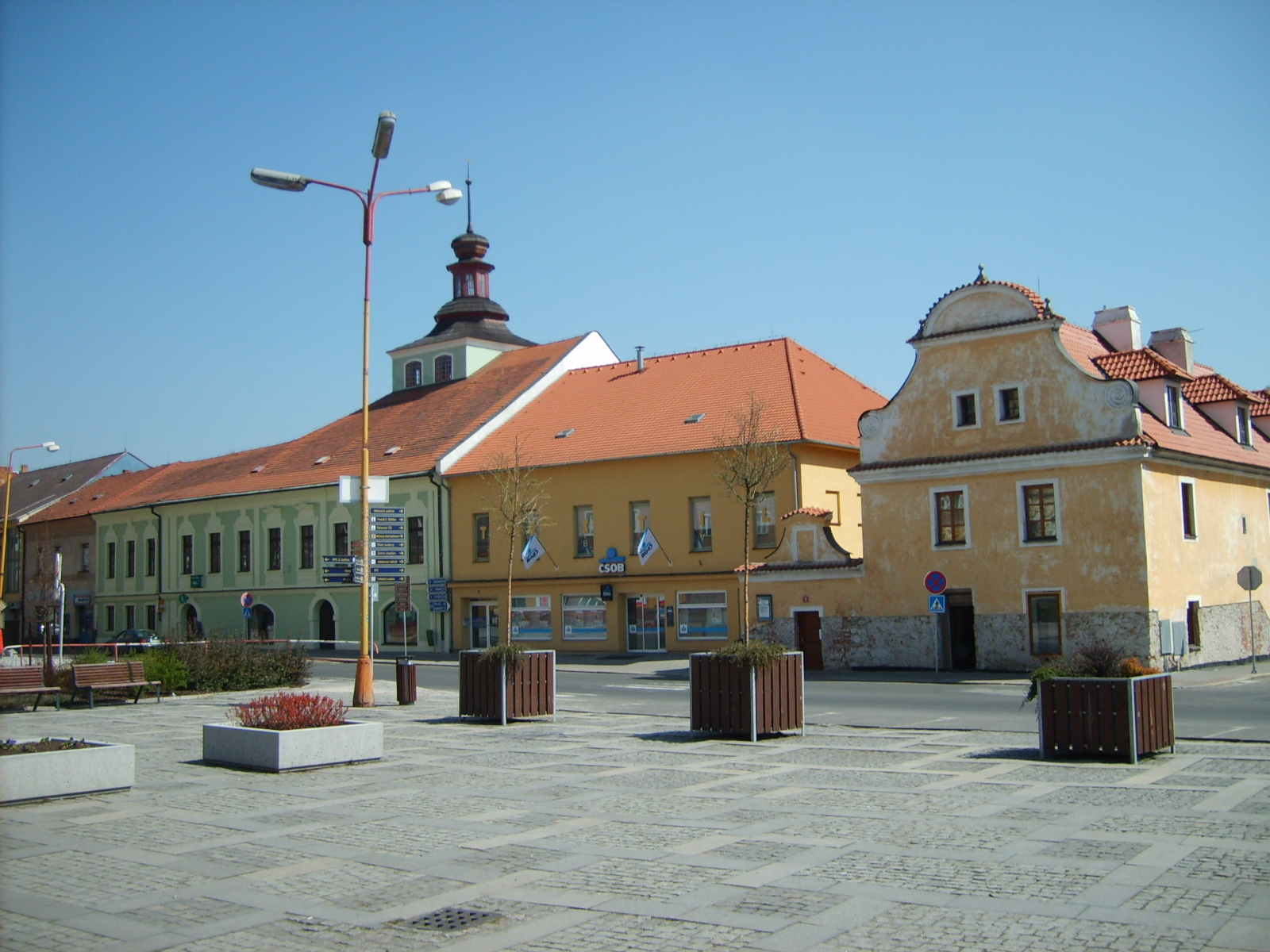
L'ancien hôtel-de-ville (bâtiment vert) et l'ancien presbytère (à droite)
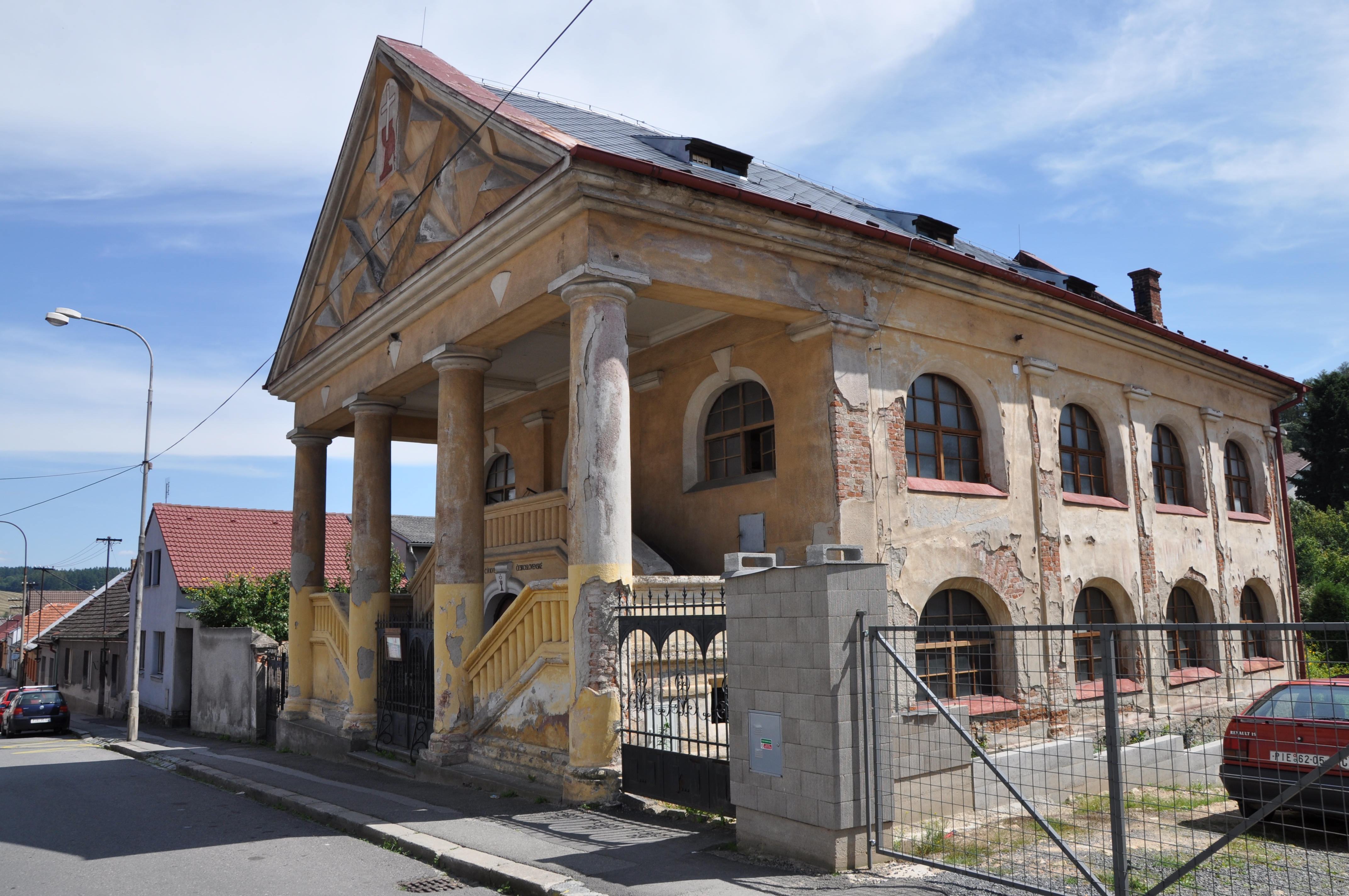
L'ancienne synagogue
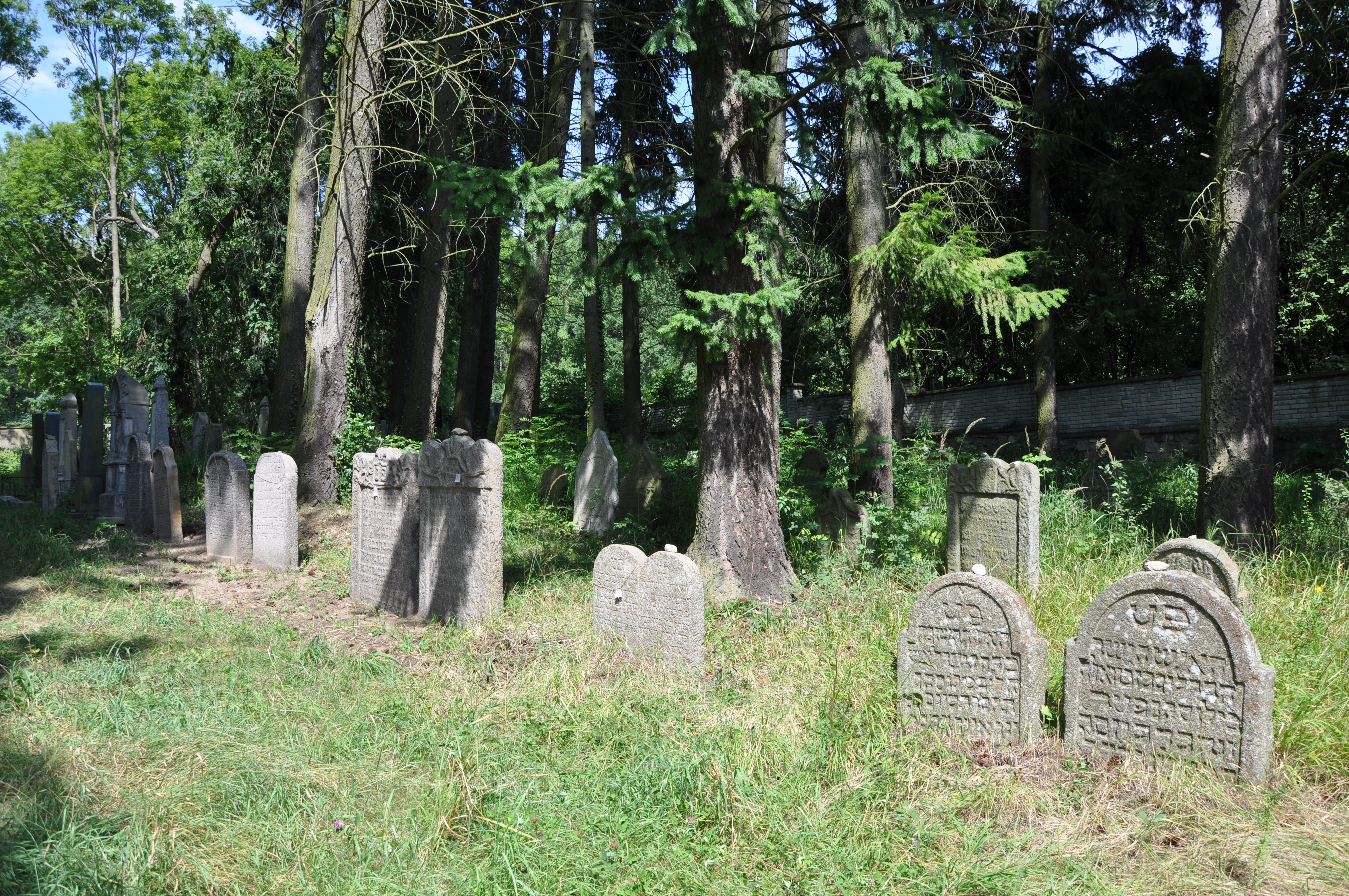
Le cimetière juif
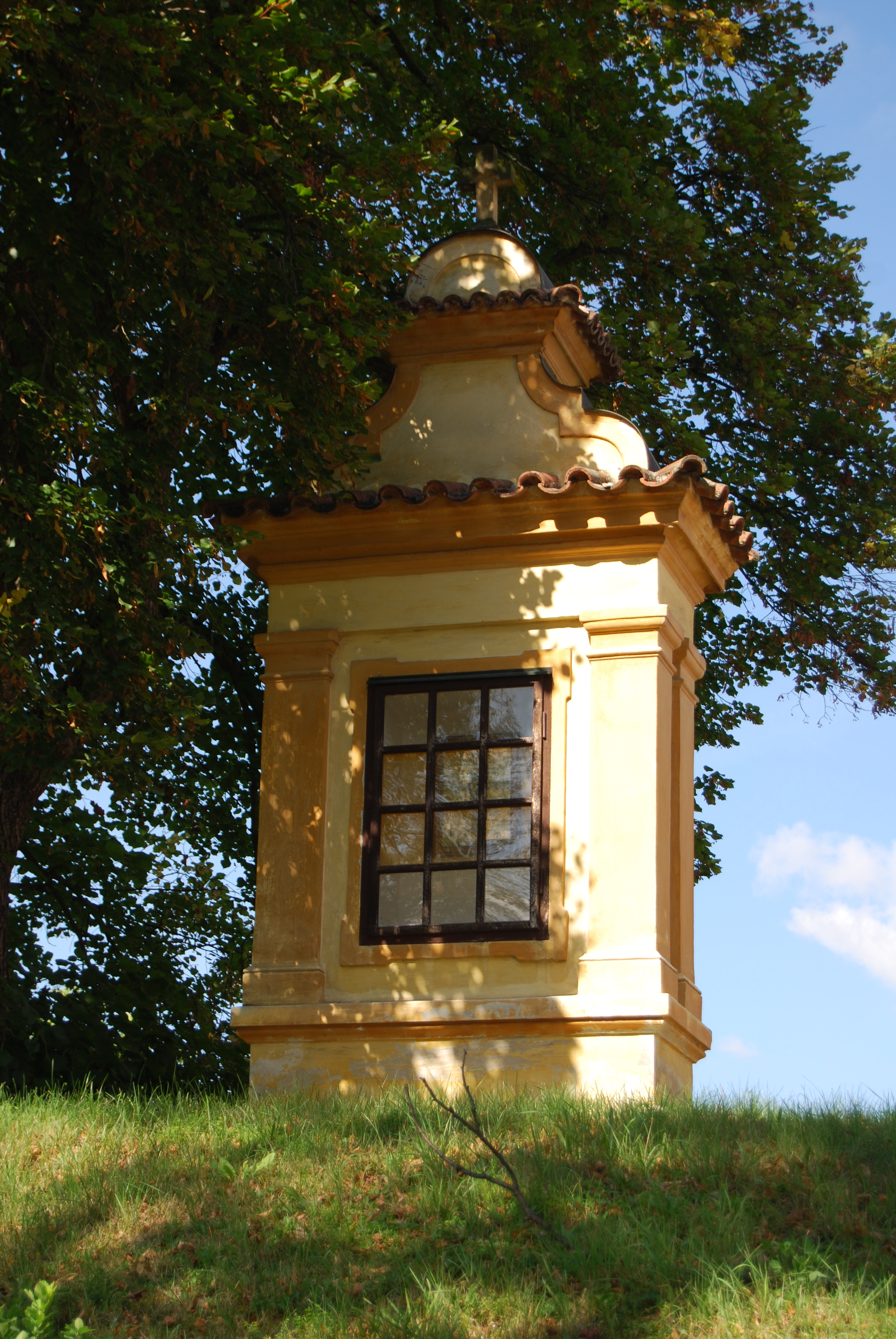
La chapelle Notre-Dame Sepekovská
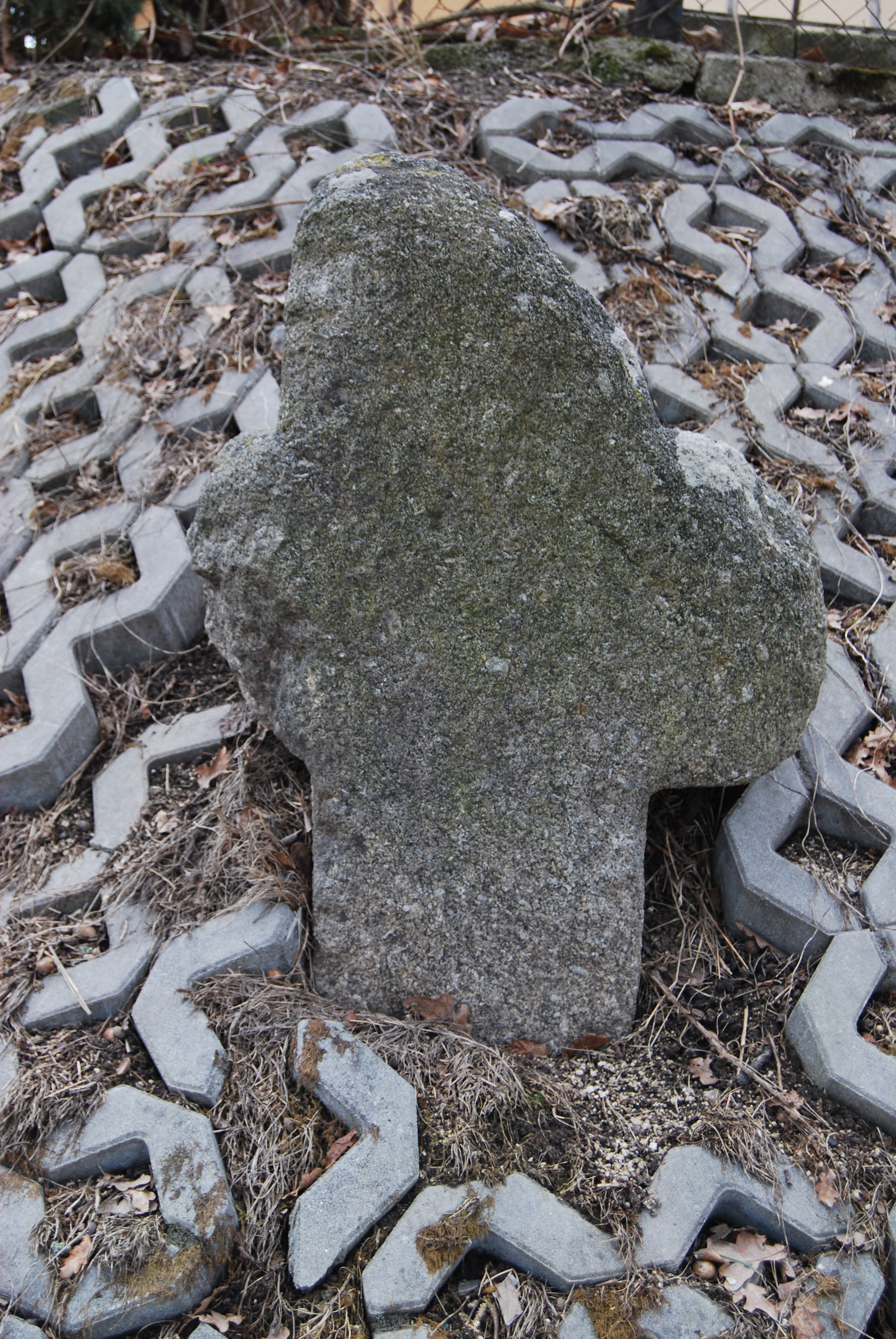
La croix de la conciliation

## Économie
La principale entreprise de la ville est la société ZVVZ (Závody na výrobu vzduchotechnických zařízení) spécialisée dans la fabrication d'équipements techniques pour le traitement de l'air et qui emploie 615 personnes à Milevsko.

## Transports
Par la route, Milevsko se trouve à 25,5 km de Tábor, à 27,5 km de Písek, à 61,5 km de Ceské Budejovice et à 99 km de Prague.

## Jumelage
- Münchenbuchsee (Suisse)
- Bourg-des-Comptes (France)